# Октябърское
Октябърское (на руски: Октябрьское) е село в Поворински район на Воронежка област на Русия.
Административен център на селището от селски тип Октябърское.

## Улици
| - ул. Будённого, - ул. Горького, - ул. Заречная, - ул. К. Маркса, - ул. Кирова, - ул. Красная, - ул. Крестьянская, - ул. Кустарная, - ул. Ленинская, - ул. Луговая, | - ул. Набережная 1-я, - ул. Набережная 2-я, - ул. Октябрьская, - ул. Пролетарская, - ул. Садовая, - ул. Советская, - ул. Тельмана, - ул. Трудовая, - ул. Южная. |

## История
Предишни имена: Калмик, Верховой Калмик, Верхний Калмик. Указания за времето на възникването на селото има в труда на краеведа Г. Германов, който пише: „Верховой Калмик край малката рекичка Калмик, вливаща се в Хопьор на 25 версти от Новохопьорск, е населено около 1730 г., а към средата на XVIII век в него е построена църква“.
През 1904 г. сред жителите на селото започват вълнения, насочени против Руско-японската война.
Преди революцията Верховой Калмик е едно от големите села в губернията. Неговият ръст е обусловен от местоположението му на Саратовския път. В селото тогава има и пощенска станция.
Предишните си имена селото получива от разположената наблизо рекичка Калмик. През 1948 г. то е преименувано на Октябърское – в чест на Октомврийската революция.

## Население
| 2010 |
| ---- |
| 1329 |